# Мухаммад Али-хан Валладжах
Мухаммад Али-хан Валладжах или Мухаммад Али, Валладжах (урду محمد علی خان والا جاہ‎‎;
1717, Дели — 13 октября 1795, Мадрас, Британская Индия) — наваб (князь) Аркота (1749—1795), союзник Британской Ост-Индской компании.

## Официальный титул
Его официальный титул — Амир уль-Хинд, Валла-Джах, Умбат уль-Мульк, Асаф-уд-Даула, Наваб Мухаммад Али Анвар-уд-Дин-Хан Бахадур, Зафар Джанг, Сипах Салар, Сахиб нас-Саиф вал-калам Мудаббир-и-Умур-и-Алам Фарзанд-и-Азиз-аз Джан, Бирадарби Джан-Барабар (Наваб Джаннат Арамгах), Субадар Карнатика.

## Биография

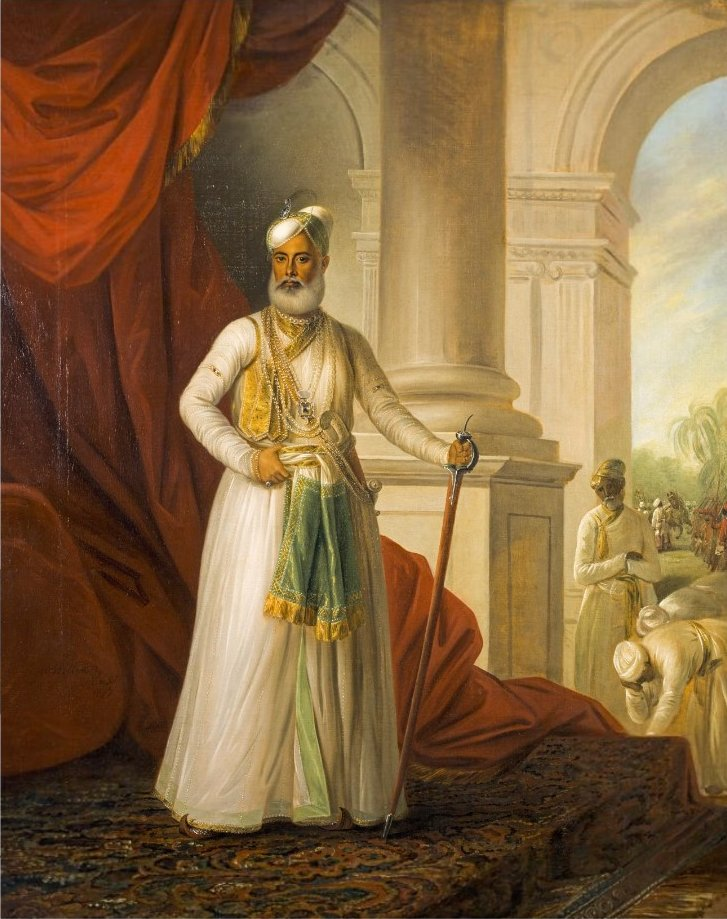
Мухаммад Али Хан Валла-Джах, портрет Джорджа Уиллисона

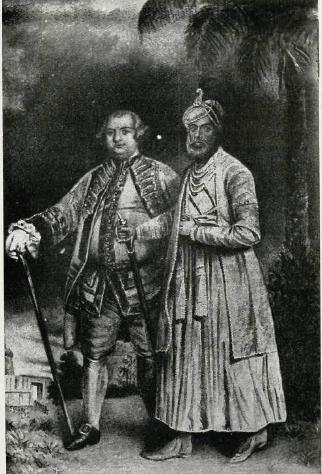
Английский главнокомандующий Стрингер Лоуренс и Мухаммад Али-хан

Родился 7 июля 1717 года в Дели. Третий сын Анвар-уд-дина-хана (1672—1749), наваба Карнатака (1744—1749), и его второй жены, Фахр ун-Нисы Бегум Сахибы, племянницы сефевидского принца Сеида Али-хана Сафави уль-Мосави.
В июле 1749 года после смерти своего отца Анвар-уд-дина Мухаммад Али-хан Валладжах унаследовал титул наваба (князя) Карнатака (Аркота). В первые годы своего правления он вынужден был вести борьбу с Чандой Сахибом, другим претендентом на титул наваба Карнатаки, который пользовался поддержкой французов.
5 апреля 1750 года Мухаммад Али-хан Валладжах получил от императора Великих Моголов Ахмад-шаха фирман на должность субадара Карнатаки, а также титулы: Сирадж уд-Даула, Анвар уд-дин Хан Бахадур и Дилавар Джанг.
Мухаммад Али-хан Валладжах объединил свои силы с низамом Хайдарабада Насиром Джангом и Британской Ост-Индской компанией в противостоянии Чанде Сахибу, французскому кандидату на должность наваба Карнатаки. В декабре 1750 года он потерпел поражение от французов в битве при Джинджи и бежал в Трихнополи. 21 января 1751 года он получил от императора Великих Моголов фирман, который подтверждал его владение Карнатаком и был назначен наибом (заместителем) вице-короля Декана.
В 1760 году император Великих Моголов Шах Алам II пожаловал ему титулы: Валла Джах и Сахиб ус-Сайф вал-калам Мудаббир-и-Умар-и-Алам Фарзанд-и-Азиз-аз Джан. Он был признан Парижским договором в качестве независимого правителя в 1763 году и императором Великих Моголов Шахом Аламом II 26 августа 1765 года.
Сэр Джон Макферсон, генерал-губернатор Индии, в письме к лорду Макартни в ноябре 1781 года заявил: «Я люблю этого старика…отведи меня к моему старому Набобу. Я посылал ему овец и мешки риса с каждым кораблем. Это больше, чем он сделал для меня, когда я сражался в его битвах».
Наваб Карнатаки был союзником Британской Ост-Индской компании, но также вынашивал большие властные амбиции на юге Декана, где действовали Хайдер Али из Майсура, маратхи и низамы Хайдарабада, которые были постоянными соперниками. Наваб также мог быть непредсказуемым и коварным, и его невыполнение обещания не сдать Тричинополи Хайдеру Али в 1751 году стало причиной многих столкновений между Хайдером Али и британцами.
Когда 23 июля 1780 года Хайдер Али вступил в Карнатик и двинулся по направлению на Аркот с армией, численностью 86—100 тысяч человек, то не наваб, а британцы вызвали гнев Хайдера Али, захватив находившийся под его защитой французский порт Маэ. Большая часть последующей войны велась на территории наваба Аркота.
Для защиты своей территории наваб Аркота платил англичанам 400 000 пагод в год (около 160 000 фунтов стерлингов), и 10 из 21 батальона мадрасской армии были размещены в гарнизонах его фортов. Англичане получали доход от его джагиров (земельных даров).

## Политическое влияние

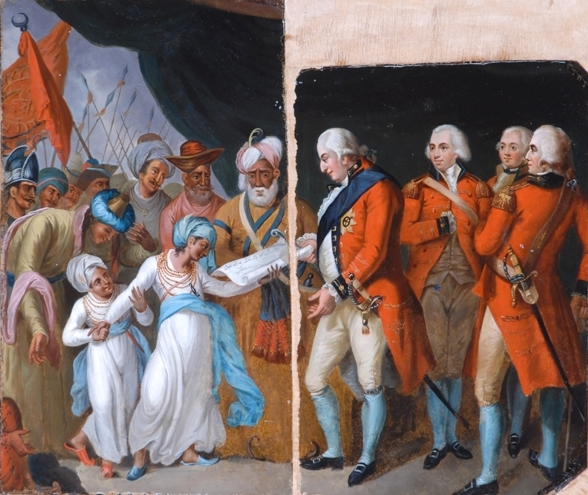
Мухаммад Али-хан Валладжах стал свидетелем того, как два сына сына Типу Султана были взяты в заложники в Веллоре.

В течение определенного периода положение наваба было существенным фактором в политике Вестминстера. Наваб занимал большие суммы, и многие чиновники Британской Ост-Индской компании, как в Индии, так и в Соединенном Королевстве, были его кредиторами. Выборы в Великобритании могли быть, и были, под влиянием денег наваба, в результате чего группа примерно из десятка членов парламента сформировала заметный «интерес Аркот», как это было названо.
Таким образом, к 1780-м годам вопросы, затрагивающие Аркот, оказали непосредственное влияние на британскую политику: долги наваба имели значение во внутренней политике.

## Смерть
Мухаммад Али-хан Валладжах скончался от гангрены в Мадрасе 13 октября 1795 года в возрасте 78 лет. Он был похоронен за воротами Ганбад Шах Чанд Мастана в Тричинополи. Ему наследовал его второй сын, Умдат уль-Умара (1748—1801), наваб Карнатаки (1795—1801), который позже был обвинен в поддержке Типу Султана, наследника Хайдера Али, во время Четвертой англо-майсурской войны.

## Браки и дети
У Мухаммада Али-хана Валладжаха было пять главных жен и около десяти младших жен.
- 1-я жена с 1737 года — Хас Махал Наваб Хадиджа Бегум Сахиба (Наваб Бегум Сахиба) (? — 15 августа 1772), дочь Мухаммада Ахсана уд-Дина Хана Бахадура
- 2-я жена — Наваб Падшах Бегум (? — до 1815), дочь Сафдара Хусейн-хана
- 3-я жена — Хатуна Бегум
- 4-я жена — Наваб ун-ниса Бегум Сахиба (? — после 1801)
- 5-я жена — Наваб Зеб ун-ниса Бегум Сахиба (? — 1836)

От многочисленных жен у него было 18 сыновей и 21 дочь:

### Сыновья

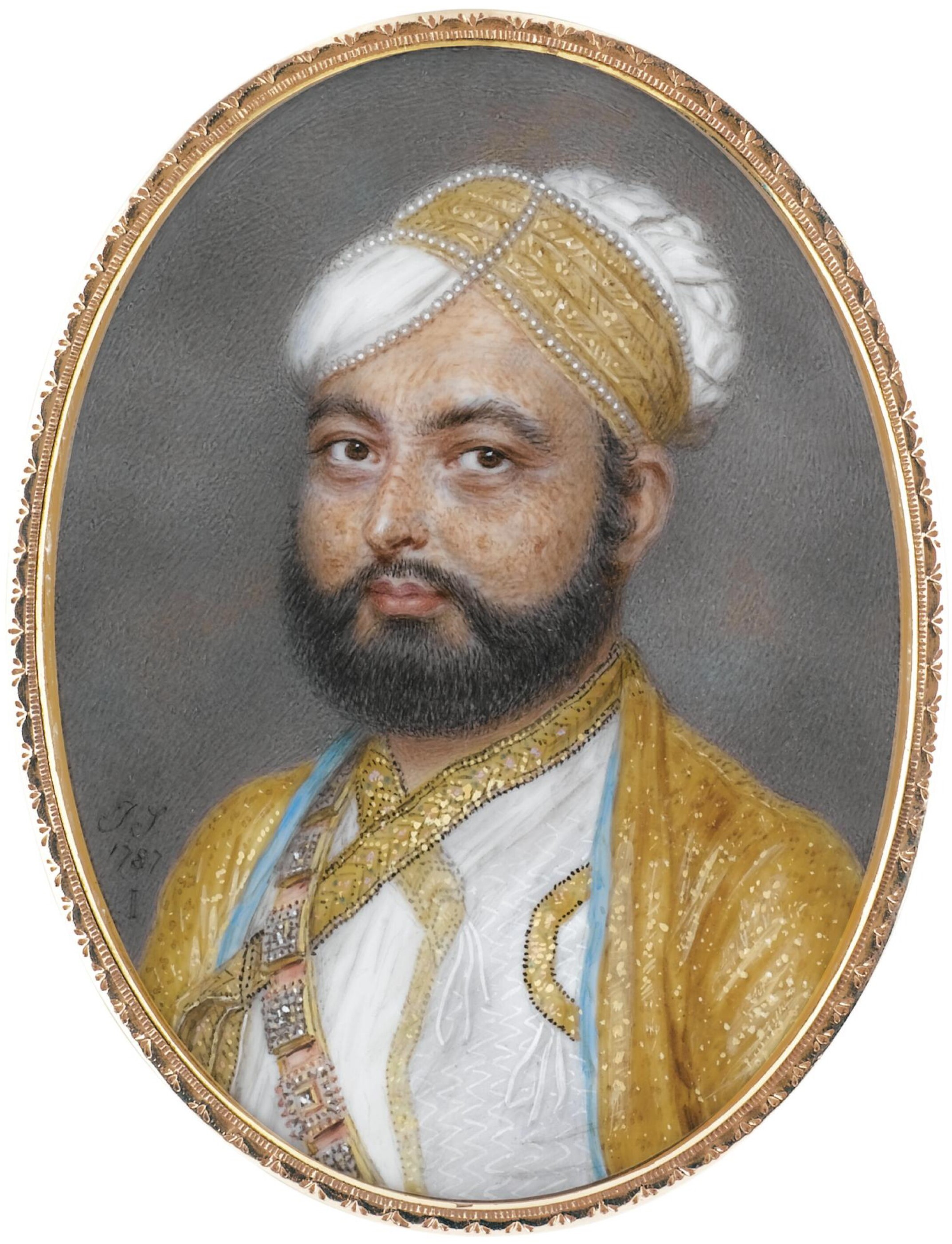
Наваб Хафиз Мухаммад Мунаввар Хан Бахадур, Амир уль-Умара. Портрет работы Джона Смарта, 1787

- Наваб Мухаммад Исках Хан Бахадур, Фируз Джанг (? — 17 декабря 1758)
- Умдат уль-Умара, Муин уль-Мульк, Азад уд-Даула, Наваб Гулам Хусайн Абдул Вали Хан Бахадур, Зульфикар Джанг (1748—1801), наваб Карнатаки (1795—1801)
- Амир уль-Умара, Мадар уль-Мульк, Рохан уд-Даула, Наваб Хафиз Мухаммад Мунаввар Хан Бахадур, Бахадур Джанг (? — 25 октября 1788)
- Сайф уль-Мульк, Наваб Мухаммад Анвар Хан Бахадур, Хисам Джанг (1750 — 28 марта 1804)
- Хисам уль-Мульк, Итимад уд-Даула, Наваб Гулам Хасан Мухаммад Абдулла уль-Хасан Хан Бахадур, Хизабр Джанг (10 октября 1756 — 13 февраля 1829)
- Насир уль-Мульк, интиз уд-Даула, Наваб Абдус-Кудус Мухаммад Салабат Хан Бахадур, Газанфар Джанг (до 25 марта 1761 — 20 ноября 1804)
- Наваб Абдул Мабуд Хан Бахадур, Джамшид Джанг (? — 12 августа 1804)
- Сахибзаде Абдул Азиз Хан (умер в детстве)
- Сахибзаде Мухаммад Джавад Хан Бахадур (? — до 1811)
- Наваб Хафиз Хусейн Али Хан Бахадур, Рустам Джанг (? — до 1801)
- Наваб Абдул-Гафар Хан Бахадур, Табит Джанг (? — 1814)
- Наваб Мухаммад Насрулла Хан Бахадур, Киви Джанг (? — 27 мая 1838)
- Наваб Гулам Мухаммад Хан Бахадур, Касур Джанг (? — 1827)
- Наваб Мухаммад Исамил Хан Бахадур, Шер Джанг (? — 1814)
- Азим уль-Мульк, Наваб Хусейн Наваз Хан Бахадур (? — 1819)
- Наваб Гулам Мухаммад Хусейн Хан Бахадур, Дилавар Джанг (? — 31 мая 1853)
- Наваб Абу Тураб Хан Бахадур, Шуджат Джанг (? — 12 декабря 1845)
- Ашраф уль-Мульк, Наваб Сарфараз Хан Бахадур (? — 1824)
- Итизад уль-Мульк, Наваб Абдул-Хамид Хан Бахадур (? — 1836)

### Дочери
- Сахибзади Моти Бегум
- Сахибзади Поти Бегум
- Сахибзади Султан ун-ниса Бегум (Наваб Будхи Бегум Сахиба) (? — 21 сентября 1821)
- Сахибзади Малик ун-ниса Бегум (Наваб Дария Бегум Сахиба) (? — 6 декабря 1820)
- Сахибзади Умдат ун-ниса Бегум (Наваб Фатх Бегум Сахиба) (? — 24 апреля 1812)
- Сахибзади Рахим ун-ниса Бегум (? — 1809)
- Сахибзади Наджиб ун-ниса Бегум (Шарф ун-ниса) (? — после 1856)
- Сахибзади Азиз ун-ниса Бегум
- Сахибзади Сирадж ун-ниса Бегум
- Сахибзади Афзал ун-ниса Бегум
- Сахибзади Фахр ун-ниса Бегум (? — после 1856)
- Сахибзади Даулат ун-ниса Бегум (Наваб Уджали Бегум Сахиба) (? — 4 декабря 1843)
- Наваб Разия Бегум Сахиба (? — 1 августа 1854)
- Сахибзади Фазилат ун-ниса Бегум (ок. 1788 — 30 апреля 1877)
- Наваб Рабия Бегум Сахиба
- Сахибзади Лютф ун-ниса Бегум (? — 1851)
- Наваб Хафиза Бегум Сахиба (? — 1831)
- Сахибзади Мариам ун-ниса Бегум
- Сахибзади Зинат ун-ниса Бегум
- Сахибзади Хаир ун-ниса Бегум (? — до 1801)
- дочь (имя неизвестно).